# 津輕二股站

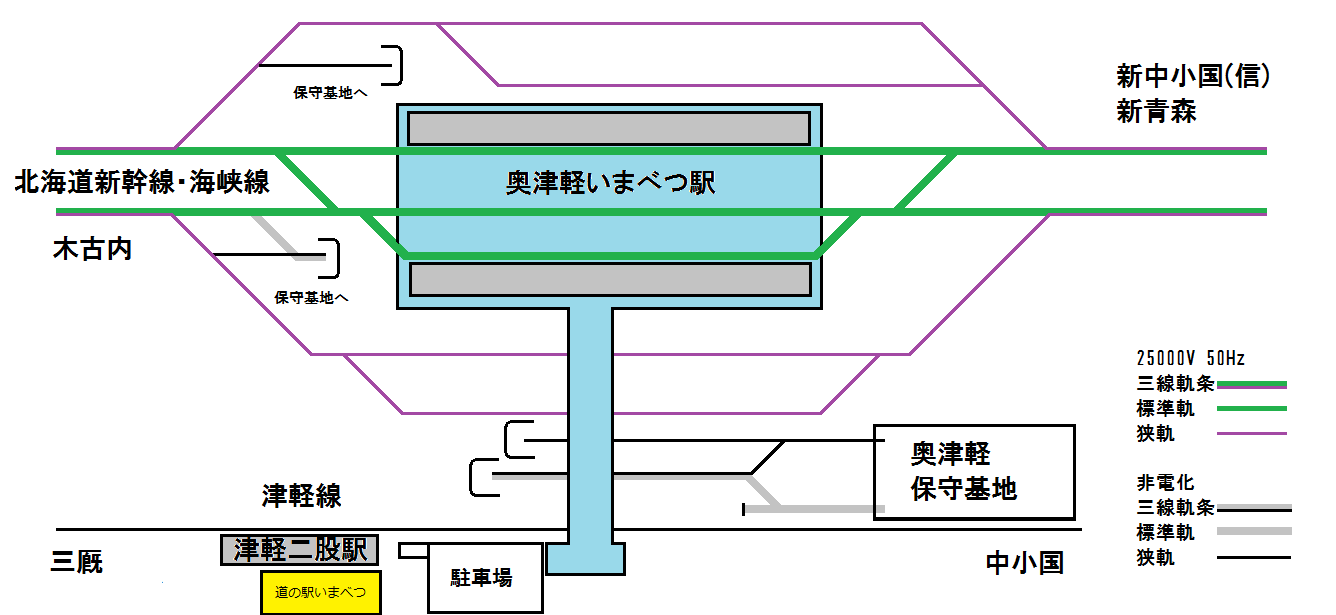
北海道新幹線開業後津輕今別站、津輕二股站及道之驛今別間的連絡圖。

津輕二股站（日语：／ Tsugaru-futamata eki */?）是一由東日本旅客鐵道（JR東日本）所管理的鐵路車站，位於日本青森縣東津輕郡今別町，平日只提供五班普通列車服務。為無人站，由青森管理。
在北海道新幹線通車前，本站與同樣由JR北海道管理的在來線車站津輕今別只是近鄰，以一條長150公尺的有蓋行人天橋通道連接。名義上兩站之間並沒有任何轉乘制度，兩線的列車班次也沒有作特別的安排去作轉乘之意，但實際上的確發揮了轉乘的功用。
在車站月台旁建有原作為公路休息站的「道之驛今別」，亦正好提供一般正常車站的必要設施，例如休息室、候車室、洗手間、售賣機等。
隨着北海道新幹線的興建，津輕今別站廢站，並，在原址新建新幹線車站「奧津輕今別」。然而由於兩站由不同的JR公司所管轄，參考過往安排，是否能進行接駁亦一直存疑。直到青森縣縣廳2014年9月18日於網站內公佈日後的新幹線站可以與本站作接駁功用，才釐清多年來的疑惑。而當2015年12月首次開放新幹線站舍時，連接兩站的自由通道亦已掛上了相關的指示牌。

## 車站結構
國鐵時代，曾經建有單層站舍一座，形式與大川平相同，後來遭拆去。1997年，「道之驛今別」建成，間接回復了車站站舍的功用。現時乘客可透過通過道之驛面向月台的出入口進出月台，亦可靠旁邊間月台中央位置的正式出入口進出。
车站目前有側式月台1個，列車不能交換，有效長度為3輛。月台兩邊都以圍欄封擋。列車靠站時，下行往三廐方向為左側上落；上行往蟹田方向則變為右側上落。

## 歷史
- 1958年10月21日：開業。
- 1968年10月20日：貨物托運服務取消。
- 1970年8月1日：改為簡易委託站。
- 1987年4月1日：國鐵分割民營化，車站改由JR東日本管轄，期間原有站舍被拆去。
- 1997年4月：「道之驛今別」開幕，建於站舍原址。
- 2013年11月11日：受北海道新幹線開業工事及新幹線站前廣場整備工桯，「道之驛今別」暫時休業，進出月台只能使用月台中央的原出入口位置。[3]。
- 2015年4月1日：「道之驛今別」重新營業[3]。
- 2019年：

- 4月29日：新中小國號誌站與三廄車站間路段啟用调度集中系统（CTC）。
- 6月1日：隨著蟹田車站從直營站改為業務委託站而不再設站長，本站改由青森車站管理。

- 2022年8月3日：受豪雨令部份路段受到破壞，蟹田～三廄列車服務暫停，改以代行巴士及社區的士暫代[4][5]。

## 相鄰車站
東日本旅客鐵道（JR東日本）
■津輕線
大平－津輕二股－大川平

## 外部連結
- 津輕二股站（JR東日本） （页面存档备份，存于）（日語）